# 호베르투 히벨리누
호베르투 히벨리누(포르투갈어: Roberto Rivellino, 1946년 1월 1일 ~ )는 브라질의 전 축구 선수로, 포지션은 미드필더였다. 1970년대 세계 축구를 대표하는 선수 중 한 명이자, 오늘날 많은 선수들이 사용하는 기술인 '플립 플랩'을 대중화시킨 선수이다.

## 경력
1963년 코린치앙스 청소년 클럽에 입단했고 1965년 코린치앙스에서 프로 선수로 데뷔하게 된다. 1974년 플루미넨시로 이적했고 1978년 사우디아라비아의 알힐랄로 이적했다.
1970년 FIFA 월드컵에서 브라질 대표로 출전하면서 3득점을 기록했고 브라질이 세 번째 FIFA 월드컵 우승을 차지하는 데에 공헌했다. 특히 체코슬로바키아와의 조별 예선에서 기록한 프리킥 득점 때문에 멕시코 축구 팬들로부터 "원자폭탄 킥"(Patada Atómica)이라는 별명으로 부르기도 했다. 1974년 FIFA 월드컵, 1978년 FIFA 월드컵에서도 브라질 대표로 출전했으며 1981년 현역 은퇴를 선언했다.
현역 은퇴 이후에는 한때 축구 해설자 겸 감독을 역임하기도 했으며 1994년에는 일본 J리그의 시미즈 에스펄스에서 감독을 맡았다. 2004년 3월 펠레가 선정한 현존하는 축구 선수 목록인 FIFA 100에 선정되었다.
현재 브라질의 방송국 'Cultra'의 펀딧으로 활동 중이다.

## 수상

#### 코린치안스
- 토르네이우 리우 - 상파울루 : 1966

#### 플루미넨시
- 캄페오나투 카리오카 : 1975, 1976

 알 힐랄
- 킹스컵 : 1980

#### 브라질
- FIFA 월드컵 : 1970

#### 개인
- 볼라 지 프라타 : 1971
- 남아메리카 올해의 선수 : 2위 (1977), 3위 (1973, 1976)
- CONMEBOL 올스타팀 : 1973
- FIFA 월드컵 올스타팀 : 1970
- 월드사커 역대 최고의 선수 38위
- 더 베스트 오브 더 베스트 - 20세기 최고의 선수 50인
- 프레미우 골든풋 레전드상 : 2005
- 브라질 축구 박물관 명예의 전당
- FIFA 100 : 2004